# Europese Challenge Tour 1995
De Euripese Challenge Tour is een serie golftoernooien die georganiseerd wordt door de Europese PGA Tour. 
De Challenge Tour werd in 1986 opgericht als de Satellite Tour en kreeg begin 1990 de huidige naam.
Er stonden 35 toernooien op de agenda, waarvan er 7 niet voor de Order of Merit telden. De Order of Merit van 1995 werd gewonnen door Thomas Bjørn uit Denemarken.

## Schema
| Data  | Data  | Toernooi                        | Land                | Winnaar             | Info             |
| ----- | ----- | ------------------------------- | ------------------- | ------------------- | ---------------- |
| 02-03 | 05-03 | Kenya Open                      | Kenia               | James Lee           |                  |
| 27-04 | 30-04 | Canarias Challenge              | Spanje              | Pedro Linhart       |                  |
| 11-05 | 14-05 | KB Golf Challenge               | Tsjechië            | Eric Giraud         |                  |
| 25-05 | 28-05 | Compaq Open                     | Zweden              | Dennis Edlund       |                  |
| 01-06 | 04-06 | Siab Open                       | Zweden              | Anssi Kankkonen     |                  |
| 02-06 | 05-06 | Challenge Chargeurs             | Frankrijk           | Rolf Muntz          |                  |
| 08-06 | 11-06 | Club Med Open                   | Italië              | Emanuele Bolognesi  |                  |
| 09-06 | 11-06 | Himmerland Open                 | Denemarken          | Thomas Bjørn        |                  |
| 14-06 | 17-06 | Italian Native Open             | Italië              | Emanuele Bolognesi  | Unofficial money |
| 15-06 | 18-06 | Championnat de France Pro       | Frankrijk           | Eric Giraud         | Unofficial money |
| 21-06 | 24-06 | Nedcar National Open            | Nederland           | Rolf Muntz          | Unofficial money |
| 22-06 | 25-06 | Team Erhverv Danish Open        | Denemarken          | Rob Edwards         |                  |
| 23-06 | 25-06 | Olivier Barras Memorial         | Zwitserland         | Simon D. Hurley     |                  |
| 30-06 | 02-07 | Neuchâtel Open SBS Trophy       | Zwitserland         | Nicolas Vanhootegem |                  |
| 06-07 | 09-07 | Open de Divonne                 | Frankrijk           | Patrik Sjöland      |                  |
| 07-07 | 09-07 | Volvo Finnish Open              | Finland             | Fredrik Plahn       |                  |
| 12-07 | 15-07 | Open des Volcans                | Frankrijk           | Thomas Gögele       |                  |
| 21-07 | 23-07 | Interlaken Open                 | Zwitserland         | Thomas Bjørn        |                  |
| 02-07 | 30-07 | Karsten Ping Norwegian Open     | Noorwegen           | Stephen Field       |                  |
| 29-07 | 31-07 | UPS German PGA Championship     | Duitsland           | Erol Simsek         | Unofficial money |
| 03-08 | 06-08 | Audi Quattro Trophy             | Duitsland           | Joost Steenkamer    |                  |
| 03-08 | 06-08 | Rolex Pro-Am                    | Zwitserland         | Carl Suneson        |                  |
| 10-08 | 13-08 | Esbjerg Danish Closed           | Denemarken          | Thomas Bjørn        | Unofficial money |
| 10-08 | 13-08 | SM Matchplay                    | Zweden              | Peter Thörn         | Unofficial money |
| 24-08 | 26-08 | Gore-Tex Challenge              | Verenigd Koninkrijk | John Bickerton      |                  |
| 10-08 | 13-08 | Finnish PGA Championship        | Finland             | Mikael Piltz        | Unofficial money |
| 17-08 | 20-08 | Steelcover Dutch Challenge Open | Nederland           | Warren Bennett      |                  |
| 18-08 | 20-08 | Toyota Danish PGA Championship  | Denemarken          | François Lamare     |                  |
| 23-08 | 26-08 | Coca-Cola Open                  | Verenigd Koninkrijk | Thomas Bjørn        |                  |
| 30-08 | 02-09 | Tessali Open                    | Italië              | Andrew Collison     |                  |
| 07-09 | 10-09 | Perrier European Pro-Am         | België              | Diego Borrego       |                  |
| 14-09 | 17-09 | Open de Dijon Bourgogne         | Frankrijk           | Tim Planchin        |                  |
| 15-09 | 17-09 | Kentab Open                     | Zweden              | Per Nyman           |                  |
| 20-09 | 23-09 | Eulen Open Galea                | Spanje              | Ben Tinning         |                  |
| 26-09 | 29-10 | Lomas Bosque Challenge          | Spanje              | Per Nyman           |                  |

1990 ·
1991 ·
1992 ·
1993 ·
1994 ·
1995 ·
1996 ·
1997 ·
1998 ·
1999 ·
2000 ·
2001 ·
2002 ·
2003 ·
2004 ·
2005 ·
2006 ·
2007 ·
2008 ·
2009 ·
2010 ·
2011 ·
2012 ·
2013 ·
2014